# Urimare
Urimare, anciennement Raúl Leoni jusqu'en 2008, est l'une des onze paroisses civiles de la municipalité de Vargas dans l'État de La Guaira au Venezuela. Sa capitale est Catia La Mar.

## Géographie
Une importante portion du territoire de la paroisse civile d'Urimare est occupé par l'aéroport international de la capitale Caracas nommé aéroport international Maiquetía - Simón Bolívar.

## Histoire
Le 13 octobre 2008, la paroisse civile change son nom de Raúl Leoni en Urimare.